# Sběřský rybník
Sběřský rybník o rozloze vodní plochy 1,1 ha se nalézá asi 1 km západně od centra obce Sběř v okrese Jičín na Kozojedském potoce. Po hrázi rybníka vede naučná stezka Češov – Vysoké Veselí.
Sběřský rybník je využíván jako chovný rybník pro chov ryb a zároveň představuje rovněž biocentrum pro rozmnožování obojživelníků.

## Galerie

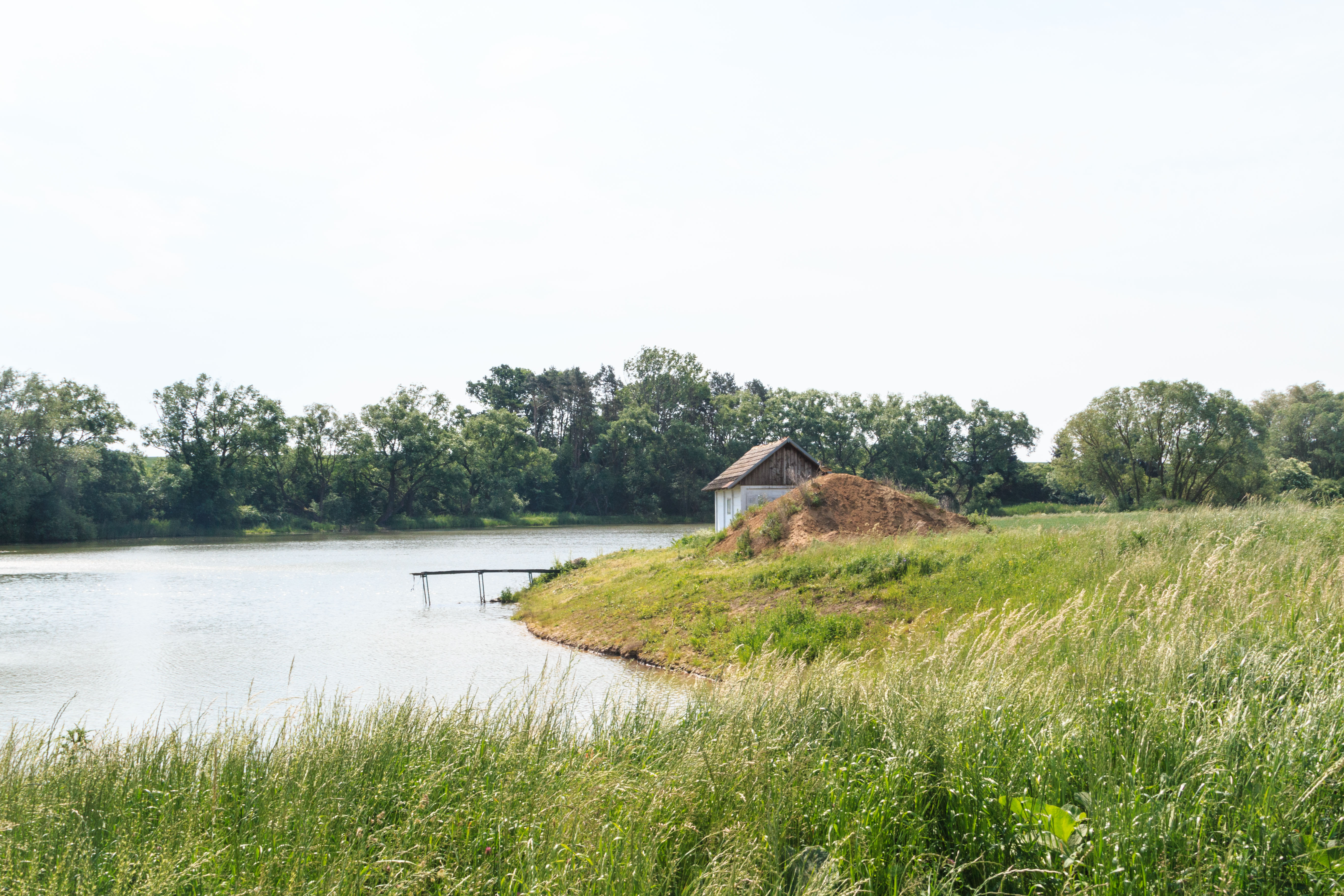
pohled na Sběřský rybník
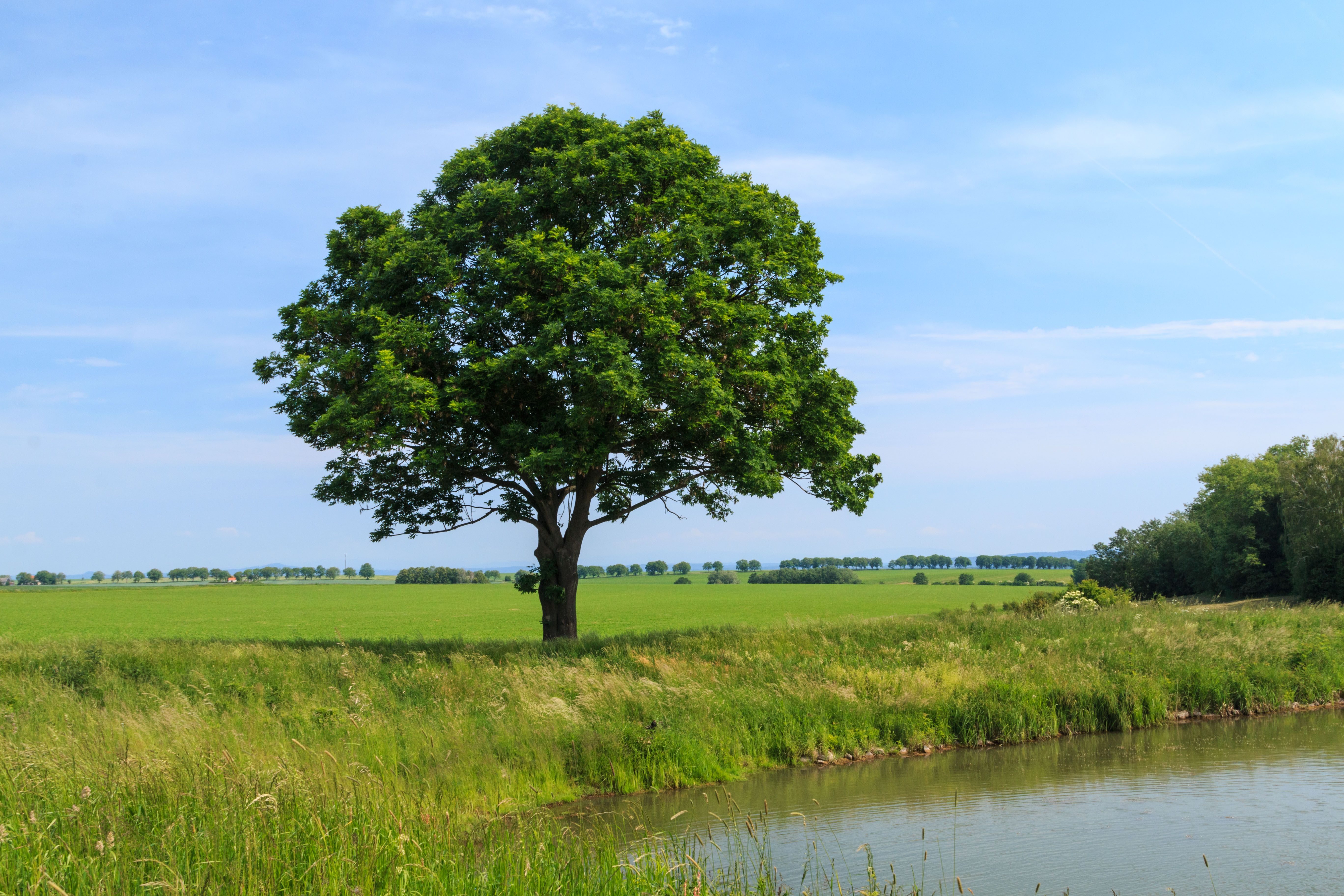
pohled na Sběřský rybník
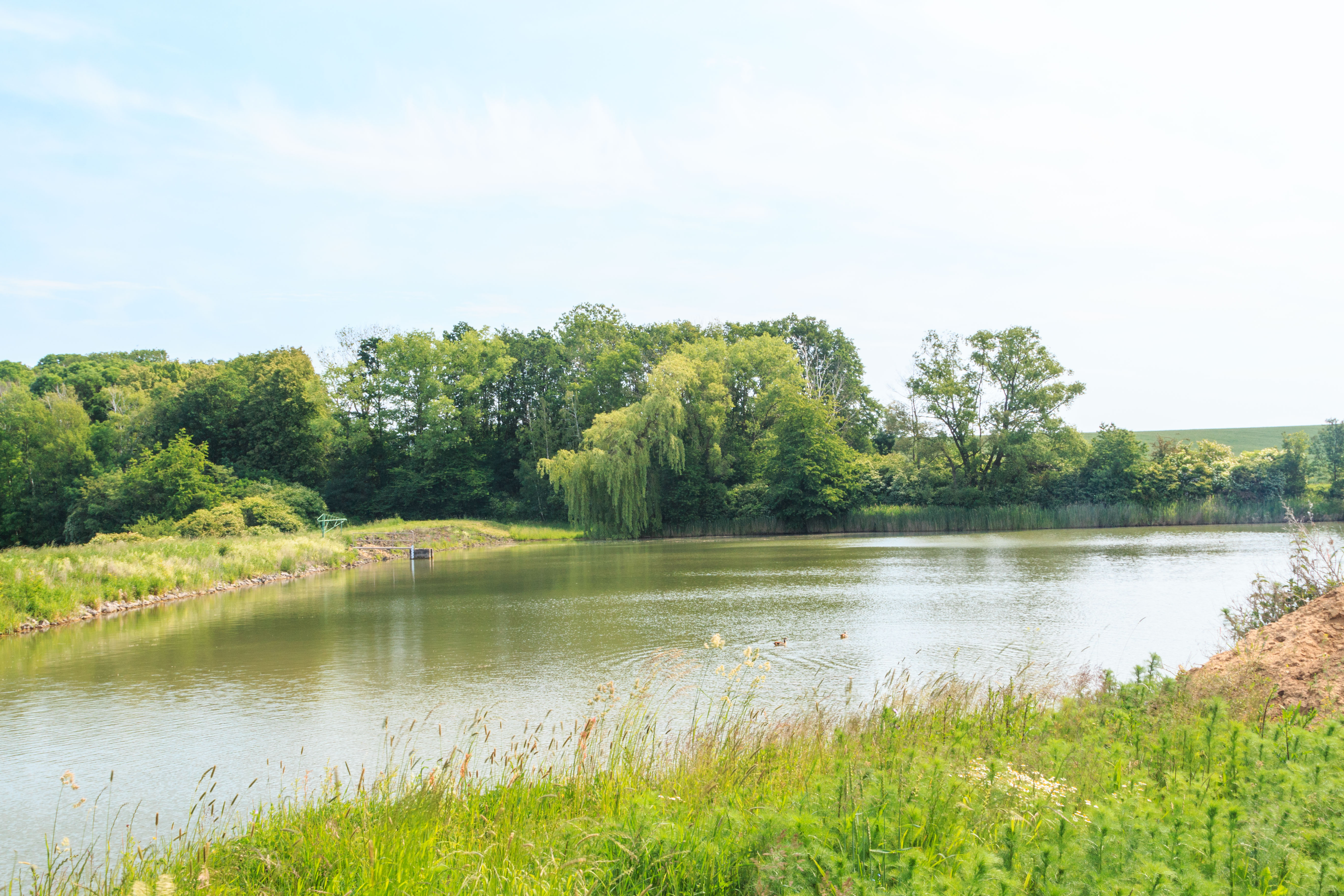
pohled na Sběřský rybník
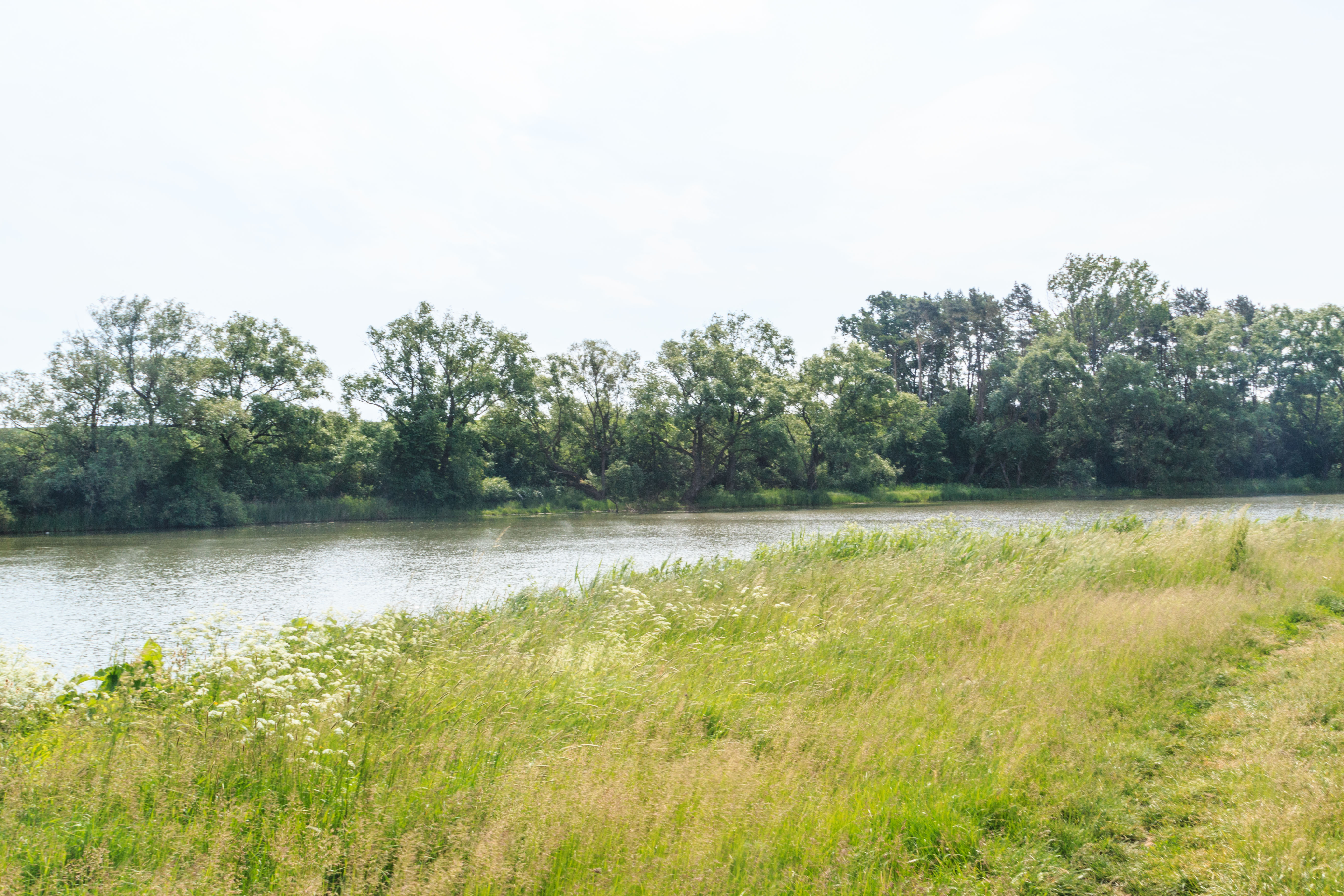
pohled na Sběřský rybník